# ونویکسدرپ
ونویکسدرپ (به لاتین: Vanwyksdorp) یک شهرک در آفریقای جنوبی است که در Kannaland Local Municipality واقع شده‌است.